# جورج بولز
جورج بولز (بالإنجليزية: George Frederic Stewart Bowles)‏ هو سياسي بريطاني وبريطاني (وحمل سابقاً جنسية المملكة المتحدة لبريطانيا العظمى وأيرلندا)، ولد في 17 نوفمبر 1877، وتوفي في 1955 في مالطا. حزبياً، نشط في حزب المحافظين. وقد في الانتخابات العامة في المملكة المتحدة 1906 ‏، انتخب عضو برلمان المملكة المتحدة الـ28 عن دائرة Norwood (UK Parliament constituency) ‏ (12 يناير 1906 – 10 يناير 1910).